# Rod Blum
Pour les articles homonymes, voir Blum.
Rodney Leland Blum, dit Rod Blum, né le 26 avril 1955 à Dubuque (Iowa), est un homme politique américain, membre du Parti républicain et élu de l'Iowa à la Chambre des représentants des États-Unis de 2015 à 2019.

## Biographie
Rod Blum dirige une société de logiciels informatiques. Entre 1995 et 1997, il dirige le Parti républicain du comté de Dubuque.
En 2010, il est candidat à la Chambre des représentants des États-Unis dans le 1er district de l'Iowa. Il perd cependant la primaire républicaine.
Il est à nouveau candidat en 2014. Le démocrate sortant, Bruce Braley, n'est pas candidat à sa réélection et se présente au Sénat. Blum affronte le démocrate Pat Murphy, élu à la législature de l'Iowa depuis 25 ans, en se présentant comme un outsider face à un « politicien de carrière ». Les sondages le donnent au coude-à-coude avec Murphy et il l'emporte avec 51,2 % des voix. Son élection est considérée comme une surprise dans un district qui penche en faveur des démocrates et avait donné 14 points d'avance à Barack Obama face à Mitt Romney en 2012. Il est porté par la mobilisation d'un électorat plus conservateur qu'à l'occasion des élections présidentielles et par la candidature de Joni Ernst au Sénat.
Il est candidat à un nouveau mandat en 2016, mais il est considéré comme l'un des représentants les plus en danger du pays. Il est cependant réélu avec 54 % des voix face à la démocrate Monica Vernon alors que Donald Trump remporte également la circonscription avec quatre points d'avance sur Hillary Clinton.
Lors des élections de 2018, il affronte la jeune démocrate Abby Finkenauer, qui fait notamment campagne sur son soutien aux syndicats (auxquels s'oppose Blum). En difficulté, il reçoit le soutien du président Trump et du vice-président Mike Pence. Le soir de l'élection, le représentant sortant ne rassemble qu'environ 45 % des voix contre plus de 50 % pour la démocrate.

## Positions politiques
Blum est un conservateur dont les idées sont proches du Tea Party. Membre du Freedom Caucus, il est l'un des 25 républicains à voter contre John Boehner à la présidence de la Chambre des représentants.
Il est en faveur d'une limitation des mandats dans le temps. Il s'oppose également aux privilèges des représentants, prônant la fin des vols en première classe, la suppression du système de retraite du Congrès et l'interdiction du métier de lobbyiste aux anciens élus fédéraux.